# Marcipa vuattouxi
Marcipa vuattouxi là một loài bướm đêm trong họ Erebidae.